# Ellon, Frankrike
Ellon är en kommun i departementet Calvados i regionen Normandie i norra Frankrike. Kommunen ligger i kantonen Balleroy som ligger i arrondissementet Bayeux. År 2022 hade Ellon 632 invånare.

## Befolkningsutveckling
Antalet invånare i kommunen Ellon
Referens: INSEE